# Мартин, Адриана
Адриана Мартин Ласаро (исп. Adriana Rosa Martín Lázaro; род. 12 апреля 1996, Мадрид) — испанская лучница, выступающая в соревнованиях по стрельбе из олимпийского лука. Участница Олимпийских игр.

## Карьера
Адриана Мартин родилась 12 апреля 1996 года.
Стрельбой из лука начала заниматься в 2005 году. Её дебют на международных соревнованиях состоялся в 2011 году.
В 2015 году участвовала в чемпионате мира, который проходил в Копенгагене. В рейтинговом раунде она показала 21-й результат, но уже в первом раунде индивидуальных соревнований проиграла с сухим счётом австрийской лучнице Лоренс Бальдауфф. Мартин приняла участие в командном турнире вместе с Мириам Аларкон и Алисией Марин, но девушки также с сухим счётом 0:6 уступили мексиканкам Аиде Роман, Алехандре Валенсии и Карле Хинохоса.
Она заняла первое место на чемпионате Европы среди юниоров в Румынии в 2016 году, победив в финале британку Брайони Питман. Мартин вошла в сборную Испании наряду с Мигелем Альвариньо, Антонио Фернандесом, Хуаном Игнасио Родригесом для участия в Олимпийских играх 2016 года в Рио-де-Жанейро. В индивидуальном турнире в рейтинговом раунде Мартин заняла 32-е место, но уже в первом матче раунда плей-офф уступила Лэй Цяньин из Китайского Тайбэя.